# 袁閎
袁閎（？—？），字夏甫，汝南汝陽縣（今河南省駐馬店市）人。東漢隱士。袁彭之孫、袁賀之子。

## 生平
袁閎見國家形勢險惡，而宗族興盛，常對兄弟說我們先祖的福分，後世不用德守護，反而爭相驕奢，與亂世爭權，就像晉國的三郤（郤錡、郤犨、郤至）。
延熹末年，發生黨錮之禍，於是袁閎披頭散髮與世隔絕，打算到遠處的樹林中隱居。但因母親年邁不能走得太遠，就搭建了一間土屋，庭院四周都沒有門，每天就生活在土屋裡，從窗戶接取食物。早上在土屋內往東方向母親行禮。母親思念袁閎，經常探望他，母親離開後袁閎就閉門不出，兄弟妻子都見不到他。母親去世時，袁閎不穿喪服也不設靈位，當時沒有人能說出他的名字，有人認為他就只是個狂生。公車徵召兩次，袁閎都沒有前往。
隱居了十八年後，爆發黃巾之亂，黃巾賊攻陷郡縣，百姓受驚逃亡，袁閎朗讀經書無動於衷。黃巾賊們相互約定不攻打袁閎所居住的地方，鄉親們都跑到袁閎住的地方避難，以此保全了性命。五十七歲時，袁閎在土屋中去世。

## 袁閬與袁閎
《後漢書集解》引陳景雲的話說，黃憲、袁閬都是慎陽縣人，所以荀淑有「子國顏子」之語。如果汝陽袁閎，與黃憲同郡異縣，則就不該作「閎」。又引黃山的話說這是因為「閎」皆當作「閬」，根據徐稚傳所記載，應該是稱袁閎。
李慈銘則認為黃憲傳裡的「袁閎」，皆是「袁閬」之誤。

## 評價
- 陳蕃：處士豫章徐稚、彭城姜肱、汝南袁閎、京兆韋著、潁川李曇，德行純備，著於民聽，宜登論道，協亮天工，終能翼宣威德，增光日月者也。《後漢紀·卷二十二》
- 陳蕃：閎出生公族，聞道漸訓。著長於三輔禮義之俗，所謂不扶自直，不鏤自雕。至於稚者，爰自江南卑薄之域，而角立傑出，宜當為先。」《後漢書·卷五十三》
- 范滂：「隱不違親，貞不絕俗，可謂至賢矣。」《高士傳》
- 黃省曾：汝南夏甫，杜門深處。日朝母氏，揮絕賓侶。科頭自放，不閑俗禮。長歌白駒，逍遙桑梓。《高士傳》

## 家庭

### 父
- 袁賀，東漢彭城相。[1]

### 兄弟
- 袁忠，字正甫。東漢沛相。
- 袁宏，一作弘，字卲甫。[5][6]

## 外部連結
- 中國哲學書電子化計劃《高士傳》（页面存档备份，存于）
- 詩詞索引《高士頌》
- 國學導航《後漢書》（页面存档备份，存于）